# وايلد غوميز دا سيلفا
وايلد غوميز دا سيلفا (بالبرتغالية: Wilde Gomes da Silva‏) هو لاعب كرة قدم برازيلي، ولد في 14 أبريل 1981 في Orós ‏ في البرازيل. شارك مع منتخب البرازيل لكرة الصالات ومنتخب البرازيل لكرة القدم. أما مع النوادي، فقد لعب مع نادي برشلونة لكرة القدم داخل الصالات ونادي سانتوس.

## وصلات خارجية
- وايلد غوميز دا سيلفا على موقع الاتحاد الدولي (مؤرشف)  (الإنجليزية)